# Stephen Bishop (Musiker)
Earl Stephen Bishop (* 14. November 1951 in San Diego) ist ein US-amerikanischer Singer-Songwriter, Schauspieler und Gitarrist. Zu seinen größten Hits gehören On and On, It Might Be You und Save It for a Rainy Day. Er hat in vielen Filmen mitgewirkt, so in Ich glaub’, mich tritt ein Pferd, und musikalisch dazu beigetragen.

## Werdegang
Bishop lernte zuerst Klarinette, überredete dann aber seinen Bruder, ihm eine Gitarre zu kaufen, nachdem er die Beatles in der Ed Sullivan Show gesehen hatte.
Er ist mit seiner Managerin Liz Kamlet verheiratet.
1967 gründete er seine erste Gruppe The Weeds, eine Band im Stil der British Invasion. 1968 zog Bishop nach Los Angeles. Er wurde die nächsten acht Jahre „von fast jedem Label und Produzenten“ abgelehnt, schrieb aber weiterhin Songs und erhielt schließlich einen 50-Dollar-Job pro Woche bei einem Verlag.
Bishops Durchbruch kam, als eine Freundin, Leah Kunkel, Art Garfunkel eine Demokassette gab. Garfunkel wählte zwei seiner Songs aus, Looking for the Right One und The Same Old Tears on a New Background, um sie für das Platin-Album Breakaway aufzunehmen. Durch Garfunkels Unterstützung erhielt Bishop 1976 einen Plattenvertrag mit ABC Records.
Das Album Careless wurde mit Gold ausgezeichnet, ebenso wie Bishops nachfolgendes Album Bish, das 1978 veröffentlicht wurde.
Bishop hat Musik auch für viele Filme geschrieben und gespielt. Im Jahr 1978 steuerte er den Originalsong Dream Girl und die Titelmelodie zu Ich glaub’, mich tritt ein Pferd bei, die er im Falsett sang. 1980 steuerte Bishop Backing Vocals zu This Must Be Love von Phil Collins’ Debüt-Soloalbum Face Value bei. 1982 hatte Bishop mit It Might Be You, der Titelmelodie des Films Tootsie, seinen nächsten Hit, der auf Platz 25 der Charts landete, aber nicht aus Bishops Feder stammte.
Bishops Komposition Separate Lives, gesungen von Phil Collins und Marilyn Martin, aus dem Film White Nights – Die Nacht der Entscheidung von 1985 wurde für einen Oscar für den besten Originalsong nominiert und verlor gegen Say You, Say Me aus demselben Film. Bishop schrieb den Song über seine Trennung von der Schauspielerin Karen Allen, die auch in Animal House mitspielte. Bishop sagte: „Ich schreibe viel besser, wenn ich Liebeskummer habe und traurig oder melancholisch bin.“
Weitere Filmmusik ist Somewhere in Between (geschrieben und gespielt) aus Das China Syndrome (1979), Your Precious Love (gespielt mit Yvonne Elliman) aus Roadie (1980), If Love Takes You Away (geschrieben und gespielt) aus Summer Lovers (1982), Unfaithfully Yours (One Love) (geschrieben und gespielt) aus Bitte nicht heute nacht! (1984), Something New in My Life (gespielt) aus Micki & Maude (1984), The Heart Is So Willing (gespielt) aus Geschenkt ist noch zu teuer (1986), All I Want (gespielt) aus Mein Weihnachtswunsch (1991) und You Can Do Anything (geschrieben und gespielt von Bishop und Jeff Jones) aus Barney's Great Adventure (1998). Außerdem wurde die Originalversion von Walkin' on Air (geschrieben und gesungen von Bishop) 1986 in dem Film The Boy Who Could Fly verwendet.
1989 veröffentlichte Bishop das Album Bowling in Paris, an dem Phil Collins (Co-Produzent bei einigen Songs), Eric Clapton und Sting mitwirkten. Das Album enthielt eine überarbeitete Version von Walkin' on Air, diesmal mit Schlagzeug, Produktion und zusätzlichem Gesang von Collins. Diese Version wurde ein #13 Hit in den Adult Contemporary Charts. 1987 hatte das norwegische Swing/Pop-Duo Bobbysocks eine Version von Walking on Air als Titeltrack für ihr Album Walkin' on Air aufgenommen.